# Hr.Ms. Naaldwijk (M809)
O Hr.Ms. Naaldwijk (M 809), é um antigo navio draga-minas da Classe Dokkum. O navio esteve em serviço ativo na Marinha Real Neerlandesa entre 1955 e 1994.

## História
O Naaldwijk foi construído no estaleiro holandês Werf de Noord com a numeração AMS-175, no âmbito do Mutual Defense Assistance Act foi reclassificado e para um Navio de costa caça-minas e recebeu o número dos Estados Unidos MSC-175.
Como este modelo foram construídos outras 32 unidades em outros estaleiros holandeses. Os 18 primeiros incluindo o Naaldwijk foram construídos com a assistência do MDAP, as outras 14 unidades foram pagas pela Holanda com o fundo de reserva do Plano Marshall.
Os navios da classe tinham muitas características da Classe Ton britânica, mas com aperfeiçoamentos dos Países Baixos.

## Características
O Naaldwijk assim como os outros da Classe Dokkum, possuíam quilha em madeira e casco de alumínio para serem não-magnéticos. Além desta característica o navio era desprovido do maior número possível de objetos metálicos.

## Histórico operacional
- 5 de novembro de 1955 - Foi transferido dos Estados Unidos para a Marinha Real Neerlandesa.
  - 8 de dezembro - Colocado a disposição do estaleiro De Noord.
- 1 de junho de 1956 - Início de serviços.
- 13 de julho de 1961 - Participa da operação de treinamento de varredura de minas junto com outros navios draga-minas.
- 1962 - Faz viagem de teste e visita Oostende e em outubro Haarlem.
- 1963 - Realização de exercícios de varredura e vela no Mar do Norte e nas águas da Zelândia, participa também dos exercícios conjuntos da Benelux e visita novamente Oostende.
- 1964 - Participa do quarto aniversário da libertação de East Zeeuws-Vlaanderen e Axel.
- 3 de janeiro de 1976 - É albarroado pela balsa Olau que era lançada neste dia, após o incidente passa por reparos no estaleiro de Harlingen. Após os reparos segue para Den Helder.
- 1991 - Recebe modernização no estaleiro Vlaardingen Oost.
- 1993 - o Conselho do Almirantado decide vender dois draga-minas para o Peru o Hr. Sra. Abcoude e Naaldwijk, mas não conseguem o negócio.
- 23 de janeiro de 1994 - Realiza a sua última viagem de serviço indo para o porto de Den Helder.
- 2000 - A Marinha Real Neerlandesa doa o Naaldwijk para a Naaldwijk Prince Willem-Sea Scouts e é reclassificado com a numeração PW-809
- 2016 - O Naaldwijk participa das gravações do filme Dunkirk de Christopher Nolan, no filme ele representa o navio draga-minas britânico HMS Britomart (J22).